# Rasa a inteligencja
Rasa a inteligencja – zagadnienie hipotetycznej zależności różnic intelektualnych ludzi należących do różnych ras.
Teorie o hipotetycznej zależności pomiędzy rasą człowieka a inteligencją były przedmiotem spekulacji i debaty od XVI wieku. Współczesna debata skupia się na naturze, źródłach i ważności (lub braku ważności) etnicznych różnic w wynikach testów inteligencji i innych testach umiejętności intelektualnych, a także czy rasa człowieka to pojęcie mające znaczenie w biologii, poza jego korelacją z członkostwem w poszczególnych grupach etnicznych.  Tak więc jedną z podstaw do zrozumienia debaty jest pytanie o relatywne znaczenie wpływu wrodzonej natury, fizycznego środowiska życia oraz wychowania na grupowe różnice w zdolnościach rozwiązywania kulturalnie i fizyczne uwarunkowanych testów. Stawia się również pytanie o użyteczność takich badań i wszelkich hipotez lub generalizacji z nimi związanych.  
Odkryto tysiące wariantów genetycznych, które wykazują istotne powiązania całego genomu z inteligencją, te warianty nie są równomiernie rozłożone między rasami. Jednak nie jest jasne, czy te różnice są wynikiem selekcji naturalnej. 

## Rasa człowieka jako nienaukowe pojęcie
Amerykańskie Towarzystwo Antropologiczne i Towarzystwo Antropologów Biologicznych zwracają uwagę w oficjalnych stanowiskach, że pojęcie ras człowieka jest konstruktem kulturowym i kategorią demograficzną, która bardzo źle pokrywa się z wiedzą naukową o różnicach biologicznych. Genetykę populacji ludzkich cechuje duża wewnętrzna niejednorodność, i brak wyraźnych podziałów na grupy.

## Wyniki empiryczne
Po kontrowersjach związanych z publikacją książki popularnonaukowej The Bell Curve najważniejsze światowe towarzystwo psychologiczne – Amerykańskie Towarzystwo Psychologiczne – opublikowało w 1996 i 2012 r. raporty zespołów ekspertów obejmujące przegląd aktualnej wiedzy naukowej, które kwestionują tezy o istnieniu udowodnionych, wrodzonych różnic w inteligencji pomiędzy różnymi grupami etnicznymi i płciowymi. 
Wskazuje się w nich na to, że badania dziedziczności inteligencji (mierzonej testami IQ) przedstawiają skomplikowany obraz, w którym bardzo dużą rolę gra interakcja pomiędzy genami a środowiskiem, raczej niż każdy z tych czynników w izolacji. Stopień zrealizowanej dziedziczności zależy od tego, na ile sprzyjające dla rozwinięcia się tej cechy są warunki dorastania. Ilustrują to badania adopcyjne: różne środowiska cechują się dramatycznie różnymi warunkami i rezultatami. Ponadto od pierwszego opracowania testu IQ bezustannie obserwuje się efekt Flynna – wzrost wyników IQ w kolejnych pokoleniach oraz zmniejszanie się różnic między krajami rozwijającymi się a rozwiniętymi. Różnice „rasowe” nie są wbrew popularnonaukowym doniesieniom wcale dobrze udokumentowane i są często ekstrapolowane z miar osiągnięć, takich jak wyniki testów szkolnych, a nie bardziej naukowych narzędzi psychometrycznych. Zdaniem autorów jest to obserwacja spójna z wyjaśnieniem różnic w większości przez czynniki środowiskowe i kulturowe. Są one niewielkie w wieku przedszkolnym, rosną dopiero później. Różnice są też coraz mniejsze w każdym kolejnym pokoleniu. Istnieją niekonkluzywne argumenty, że niezależnie od tego, czy ma się bardziej lub mniej „europejski” genotyp, w testach inteligencji traci się statystycznie przez sam odcień skóry. Jest to spójne z badaniami zjawiska zagrożenia stereotypem. Rzekome różnice grupowe dotyczące osób pochodzących z Dalekiego Wschodu oraz Żydów również są słabo przebadane i także występują raczej w osiągnięciach (np. testach na zakończenie szkoły) niż czystych miarach predyspozycji, spójnie z obrazem efektu wynikającego z warunków kulturowych, a nie genetyki.
Badania historyczno–ekonomiczne wskazują na to, że jeszcze współcześnie nadal silnie obecne są kulturowe i socjoekonomiczne czynniki obarczające mniejszości, które mogą mieć wpływ na ich sukcesy i osiągnięcia. Nadal występuje segregacja szkół i nierówność dostępu do edukacji dla poszkodowanych mniejszości. 
Flynn stwierdza ponadto, opisując efekt nazwany jego imieniem: „Dane z 14 krajów pokazują wzrost IQ od 5 do 25 punktów w ciągu jednego pokolenia. Niektóre z największych przyrostów notuje się w testach neutralnych kulturowo i testach inteligencji płynnej. Dane z Norwegii pokazują, że w jednym kraju mogą wystąpić wzrosty wyników w testach neutralnych kulturowo, przy jednoczesnych stratach w pozostałych testach. Dane z Holandii dowodzą istnienia nieznanych czynników środowiskowych o takiej sile, że obejmują zysk 15 z 20 punktów wzrostu. Hipoteza, która najlepiej pasuje do tych rezultatów, podaje, że testy IQ nie mierzą inteligencji, lecz raczej korelują z czynnikiem w pewnym stopniu powiązanym z inteligencją. Ta hipoteza może również wyjaśnić rozbieżne trendy w innych testach poznawczych, jak zestawienie wzrostów w wynikach IQ i spadków wyników SAT w Stanach Zjednoczonych.” Fakt, że miary IQ nie mierzą jedynie inteligencji płynnej (tzn. w dużej mierze wrodzonej), ale obejmują czynniki środowiskowe jest powszechnie uznany – najpopularniejsza skala WAIS jest wprost oparta na elementach wiedzy szkolnej.
Wyniki badań adopcyjnych w obszarze różnic w inteligencji uważa się za mało konkluzywne – część stwierdza rezultaty zgodne z teoriami o przeważającej dziedziczności, część natomiast stwierdza, że warunki domowe i kulturowe mogą zniwelować większość rzekomo wrodzonych różnic. Zaobserwowano, że dziedziczność inteligencji mierzonej IQ nie jest stała, i może być silnie modulowana przez warunki środowiskowe. Dziedziczność takiej inteligencji może się w ogóle nie ujawniać w zubożonych warunkach. Metodologia analiz adopcyjnych została skrytykowana za używanie zbyt prostych i tendencyjnych metod wnioskowania na temat złożonych, interakcyjnych mechanizmów dziedziczenia, wychowania i zachowania. Metaanaliza 62 badań obejmujących 17767 dzieci sugeruje, że adopcja może zrównywać osiągnięcia dzieci z różnych rodzin pochodzenia i że ważniejszym od rasy czynnikiem różnicującym jest tu klasa socjoekonomiczna.
Psychologowie tacy jak Rushton, Jensen, Lynn, Vahannen, Rindermann i Baumeister uważają jednak, że istnieją pewne różnice między krajami i grupami etnicznymi, i publikują badania które wskazują na istnienie takich różnic w wybranych podgrupach. Przykładowo jednak, metodologia prac Lynna i Vahannena została skrytykowana, w szczególności za korzystanie przez nich z wybiórczych, nieaktualnych lub słabych pośrednich oszacowań IQ z osiągnięć dla wielu krajów. Badacz Garret Jones także w pewnym stopniu skłania się do tezy o istnieniu różnic genetycznych, ale zwraca uwagę, że „IQ twojego kraju jest znacznie ważniejsze niż twoje własne IQ” – wiele procesów społecznych i gospodarczych ma charakter szeregowy, i gorsze osiągnięcia w krajach rozwijających się mogą wynikać z niepowodzeń pojedynczych elementów i instytucji, raczej niż szerokich, wrodzonych różnic etnicznych.
Ankieta prywatnych opinii 265 psychologów zajmujących się tą problematyką z 2016 r. wskazuje, że eksperci przypisują średnio ok. 17% różnic międzygrupowych wpływowi genetyki, a ok. 50% różnym czynnikom środowiskowym. Najważniejszymi czynnikami środowiskowymi, na jakie wskazywali, był dostęp do edukacji i zdrowie. Eksperci spodziewają się też, że efekt Flynna spowolni lub zatrzyma się w krajach rozwiniętych, a kraje rozwijające się będą je doganiać pod względem średniego wyniku IQ.
Inteligencja jest dodatnio skorelowana z rozmiarem mózgu, który z kolei jest w pewnym stopniu dziedziczny. Obecnie w środowisku naukowym przeważa jednak przekonanie, że między poszczególnymi rasami ludzkimi nie istnieją istotne statystycznie różnice w poziomie intelektualnym. Obserwowane różnice w osiągnięciach mają być skutkiem tzw. zagrożenia stereotypem (ang. stereotype threat) – lęku przejawianego przez przedstawiciela stereotypizowanej grupy przed potwierdzeniem się stereotypu.

## Zagrożenie stereotypem

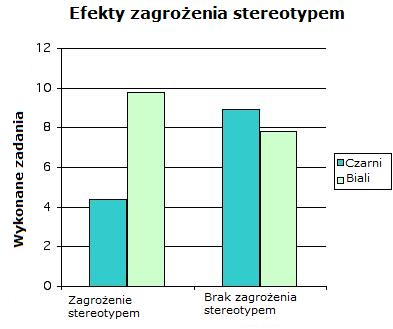
Wyniki czarnoskórych studentów bez sytuacji zagrożenia stereotypem są znacznie lepsze, niż w sytuacji zagrożenia stereotypem (poprawione po uwzględnieniu grupowych różnic w testach SAT).

Eksperymenty nad  wpływem zagrożenia stereotypem na wyniki testów IQ demonstrują, że efekt ten może obniżać wyniki nawet o niemal 10 punktów.
Amerykańscy psychologowie postawili hipotezę mówiącą, że przedstawiciele stereotypizowanych grup odczuwają lęk przed podejmowaniem działań, które mogłyby potwierdzać stereotyp grupy. W przypadku Afroamerykanów istnieje stereotyp o ich niższych zdolnościach intelektualnych od Amerykanów pochodzenia europejskiego. Czarnoskórzy z obawy przed potwierdzeniem się tego stereotypu często rezygnują z edukacji, co poprzez mechanizm samospełniającej się przepowiedni sprawia, że Afroamerykanie stanowią grupę gorzej wykształconą. Jednocześnie wśród osób, które kontynuują edukację, zjawisko zagrożenia stereotypem stanowi czynnik paraliżujący i utrudniający osiąganie wysokich wyników szkolnych.
Psychologowie, aby sprawdzić powyższe tezy, przeprowadzili eksperyment, w którym mierzono zdolności poznawcze grupom biało- i czarnoskórych studentów. Jednocześnie połowie badanych powiedziano, że test ten ma na celu mierzenie ich zdolności, zaś drugiej połowie powiedziano, że badanie ma na celu dopracowanie testu od strony metodologicznej i nie wiąże się z oceną jakichkolwiek zdolności studentów.
Okazało się, że biali studenci osiągali takie same wyniki w obu grupach – ponieważ nie byli skrępowani obawami przed potwierdzeniem stereotypu. To samo dotyczy czarnoskórych studentów, którym powiedziano, że test nie bada ich zdolności: ich wyniki wprawdzie nie były takie same, jak u osób pochodzenia europejskiego, ale dobrze odzwierciedlały wyniki testów SAT.
Zgodnie z przypuszczeniami psychologów okazało się, że grupa czarnoskórych, którym powiedziano, że zostaną poddani badaniu zdolności, osiągnęła wyniki znacząco niższe od pozostałych. Jest to spowodowane negatywnym wpływem obawy przed potwierdzeniem się stereotypu. Na podstawie kolejnych eksperymentów stwierdzono, że im podczas badania bardziej zwracano uwagę na rasę, tym większy wprowadzono lęk i tym gorsze otrzymywano wyniki.